# Liste der Staatsoberhäupter 1755
Übersicht
◄◄ | ◄ | 1751 | 1752 | 1753 | 1754 | Liste der Staatsoberhäupter 1755 | 1756 | 1757 | 1758 | 1759 | ► | ►►

Weitere Ereignisse

## Afrika
- Äthiopien
  - Kaiser: Iyasu II. (1730–1755)
  - Kaiser: Joas I. (1755–1769)

- Burundi
  - König: Mutaga III. Senyamwiza (ca. 1739–etwa 1767)

- Dahomey
  - König: Tegbesu (1732–1774)

- Marokko
  - Machtkämpfe unter den Stämmen, kein anerkannter Herrscher bis 1757

- Tunesien (Husainiden-Dynastie)
  - Sultan: Ali Pascha (1735–1756)

## Amerika
- Vizekönigreich Brasilien
  - Vizekönig: Marcos José de Noronha e Brito (1755–1760)

- Vizekönigreich Neugranada
  - Vizekönig: José Solís Folch de Cardona (1753–1761)

- Vizekönigreich Neuspanien
  - Vizekönig:
    1. Juan Francisco de Güemes y Horcasitas (1746–1755)
    2. Agustín Ahumada y Villalón (1755–1760)

- Vizekönigreich Peru
  - Vizekönig: José Antonio Manso de Velasco (1745–1761)

## Asien
- Afghanistan
  - Emir: Ahmad Schah Durrani (1747–1772)

- China (Qing-Dynastie)
  - Kaiser: Qian Long (1735–1796)

- Japan
  - Kaiser: Momozono (1747–1762)
  - Shōgun (Tokugawa): Tokugawa Ieshige (1745–1760)

- Korea (Joseon)
  - König: Yeongjo (1724–1776)

- Persien (Zand-Dynastie)
  - Vakīl: Karim Khan-e Zand (1750–1779)

- Thailand
  - König: Boromakot (1733–1758)

## Europa
- Andorra
  - Co-Fürsten:
    - König von Frankreich: Ludwig XV. (1715–1774)
    - Bischof von Urgell: Sebastià de Victoria Emparán y Loyola (1747–1756)

- Dänemark und Norwegen
  - König: Friedrich V. (1746–1766)

- Frankreich
  - König: Ludwig XV. (1715–1774)

- Großbritannien und Irland
  - Staatsoberhaupt: König Georg II. (1727–1760) (1727–1760 Kurfürst von Braunschweig-Lüneburg)
  - Regierungschef: Premierminister Thomas Pelham-Holles, 1. Duke of Newcastle-upon-Tyne (1754–1756, 1757–1762)

- Heiliges Römisches Reich
  - König und Kaiser: Franz I. (1745–1765) ( 1729–1736 Herzog von Lothringen, 1737–1765 Großherzog der Toskana)
  - Kurfürstenkollegium
    - Erzstift Köln
      - Kurfürst: Clemens August von Bayern (1723–1761) (1724–1761 Bischof von Hildesheim, 1719–1761 Bischof von Münster, 1728–1761 Bischof von Osnabrück, 1719–1761 Bischof von Paderborn, 1716–1719 Bischof von Regensburg, 1732–1761 Hochmeister des Deutschen Ordens)

    - Erzstift Mainz
      - Kurfürst: Johann Friedrich Karl von Ostein (1743–1763) (1756–1763 Bischof von Worms)

    - Erzstift Trier
      - Kurfürst: Franz Georg von Schönborn (1729–1756) (1732–1756 Bischof von Worms, 1732–1756 Propst von Ellwangen)

    - Herzogtum Bayern
      - Kurfürst: Maximilian III. Joseph (1745–1777)

    - Königreich Böhmen
      - Königin: Maria Theresia (1740–1780) (1740–1780 Herzogin von Mailand, 1740–1780 Erzherzogin von Österreich, 1740–1780 Herzogin von Parma, 1740–1780 Königin von Ungarn)

    - Markgrafschaft Brandenburg
      - Kurfürst: Friedrich II. (1740–1786) (1740–1786 König von Preußen)

    - Herzogtum Braunschweig-Lüneburg
      - Kurfürst: Georg II. (1727–1760) (1727–1760 König von Großbritannien und Irland)

    - Pfalzgrafschaft bei Rhein
      - Kurfürst: Karl Theodor (1742–1799) (1777–1799 Kurfürst von Bayern, 1742–1799 Herzog von Jülich und Berg)

    - Herzogtum Sachsen
      - Kurfürst: Friedrich August II. (1733–1763) (1733–1763 König von Polen und Großherzog von Litauen)

  - geistliche Reichsfürsten
    - Hochstift Augsburg
      - Bischof: Joseph Ignaz Philipp von Hessen-Darmstadt (1740–1768)

    - Hochstift Bamberg
      - Bischof: Franz Konrad von Stadion und Thannhausen (1753–1757)

    - Hochstift Basel
      - Bischof: Josef Wilhelm Rinck von Baldenstein (1744–1762)

    - Fürstpropstei Berchtesgaden
      - Propst: Michael Balthasar von Christalnigg (1752–1768)

    - Hochstift Brixen
      - Bischof: Leopold von Spaur (1747–1778)

    - Hochstift Chur (Territorium 1648 eidgenössisch, Bischof Reichsstand ohne unmittelbares Land)
      - Bischof: Johannes Baptist Anton von Federspiel (1755–1777)

    - Fürstabtei Corvey
      - Abt: Caspar II. von Böselager-Honeburg (1737–1758)

    - Balleien des Deutschen Ordens
      - Hochmeister: Clemens August von Bayern (1732–1761) (1723–1761 Erzbischof von Köln, 1724–1761 Bischof von Hildesheim, 1719–1761 Bischof von Münster, 1719–1761 Bischof von Osnabrück, 1719–1761 Bischof von Paderborn, 1716–1719 Bischof von Regensburg)

    - Hochstift Eichstätt
      - Bischof: Johann Anton II. von Freyberg (1736–1757)

    - Fürstpropstei Ellwangen
      - Propst: Franz Georg von Schönborn (1732–1756) (1729–1756 Erzbischof von Trier, 1732–1756 Bischof von Worms)

    - Hochstift Freising
      - Bischof: Johann Theodor von Bayern (1727–1763) (1744–1763 Bischof von Lüttich, 1719–1763 Bischof von Regensburg)

    - Abtei Fulda
      - Bischof: Amand von Buseck (1737–1756) (bis 1752 Abt)

    - Hochstift Hildesheim
      - Bischof: Clemens August von Bayern (1724–1761) (1723–1761 Erzbischof von Köln, 1732–1761 Hochmeister des Deutschen Ordens, 1719–1761 Bischof von Münster, 1728–1761 Bischof von Osnabrück, 1719–1761 Bischof von Paderborn, 1716–1719 Bischof von Regensburg)

    - Fürststift Kempten
      - Abt: Engelbert von Syrgenstein (1747–1760)

    - Hochstift Konstanz
      - Bischof: Franz Konrad von Rodt (1750–1775)

    - Hochstift Lübeck (1555–1803 evangelische Administratoren)
      - Bischof: Friedrich August von Schleswig-Holstein-Gottorf (1750–1785) (1773–1774 Graf von Oldenburg, 1774–1785 Herzog von Oldenburg)

    - Hochstift Lüttich
      - Bischof: Johann Theodor von Bayern (1744–1763) (1727–1763 Bischof von Freising, 1719–1763 Bischof von Regensburg)

    - Hochstift Münster
      - Bischof: Clemens August von Bayern (1719–1761) (1723–1761 Erzbischof von Köln, 1724–1761 Bischof von Hildesheim, 1728–1761 Bischof von Osnabrück, 1719–1761 Bischof von Paderborn, 1716–1719 Bischof von Regensburg, 1732–1761 Hochmeister des Deutschen Ordens)

    - Hochstift Osnabrück (1662–1802 abwechselnd katholische und lutherische Bischöfe)
      - Bischof: Clemens August von Bayern (1728–1761) (1723–1761 Erzbischof von Köln, 1724–1761 Bischof von Hildesheim, 1719–1761 Bischof von Münster, 1719–1761 Bischof von Paderborn, 1716–1719 Bischof von Regensburg, 1732–1761 Hochmeister des Deutschen Ordens)

    - Hochstift Paderborn
      - Bischof: Clemens August von Bayern (1719–1761) (1723–1761 Erzbischof von Köln, 1724–1761 Bischof von Hildesheim, 1719–1761 Bischof von Münster, 1728–1761 Bischof von Osnabrück, 1716–1719 Bischof von Regensburg, 1732–1761 Hochmeister des Deutschen Ordens)

    - Hochstift Passau
      - Bischof: Joseph Dominikus von Lamberg (1723–1761)

    - Hochstift Regensburg
      - Bischof: Johann Theodor von Bayern (1719–1763) (1727–1763 Bischof von Freising, 1744–1763 Bischof von Lüttich)

    - Erzstift Salzburg
      - Erzbischof: Sigismund Christoph von Schrattenbach (1753–1771)

    - Hochstift Speyer
      - Bischof: Franz Christoph von Hutten zum Stolzenberg (1743–1770)

    - Abtei Stablo-Malmedy
      - Abt: Alexandre Delmonte (1753–1766)

    - Hochstift Straßburg
      - Bischof: Armand II. François Auguste de Rohan-Soubise (1749–1756)

    - Hochstift Trient
      - Bischof: Dominikus Anton von Thun (1730–1758)

    - Hochstift Worms
      - Bischof: Franz Georg von Schönborn (1732–1756) (1729–1756 Erzbischof von Trier, 1732–1756 Propst von Ellwangen)

    - Hochstift Würzburg
      - Bischof: Adam Friedrich von Seinsheim (1755–1779) (1757–1779 Bischof von Bamberg)

  - weltliche Reichsfürsten
    - Fürstentum Anhalt
      - Anhalt-Bernburg
        - Fürst: Viktor II. Friedrich (1721–1765)

      - Fürstentum Anhalt-Dessau
        - Fürst: Leopold III. Friedrich Franz (1751–1817) (1751–1758 unter Vormundschaft) (ab 1807 Herzog)
        - Regent: Dietrich (1751–1758)

      - Fürstentum Anhalt-Köthen
        - Fürst: August Ludwig (1728–1755)
        - Fürst: Karl Georg Lebrecht (1755–1789)

      - Anhalt-Zerbst
        - Fürst: Friedrich August (1747–1793) (1747–1752 unter Vormundschaft)

    - Arenberg
      - Herzog: Karl Maria Raimund (1754–1778)

    - Markgrafschaft Baden
      - Baden-Baden
        - Markgraf: Ludwig Georg Simpert (1707–1761) (1707–1727 unter Vormundschaft)

      - Baden-Durlach
        - Markgraf: Karl Friedrich (1738–1771) (1738–1746 unter Vormundschaft) (1771–1803 Markgraf von Baden, 1803–1806 Kurfürst von Baden, 1806–1811 Großherzog)

    - Brandenburg-Ansbach
      - Markgraf: Karl Wilhelm Friedrich (1723–1757)

    - Brandenburg-Bayreuth
      - Markgraf: Friedrich III. (1735–1763)

    - Braunschweig-Wolfenbüttel
      - Herzog: Karl I. (1735–1780)

    - Hessen-Darmstadt
      - Landgraf: Ludwig VIII. (1739–1768)

    - Hessen-Kassel
      - Landgraf: Wilhelm VIII. (1751–1760) (1730–1751 Statthalter)

    - Hohenzollern-Hechingen
      - Fürst: Josef Friedrich Wilhelm (1750–1798)

    -  Hohenzollern-Sigmaringen
      - Fürst: Joseph Friedrich Ernst (1715–1769) (bis 1720 unter Vormundschaft)

    - Jülich und Berg
      - Herzog: Karl Theodor (1742–1799) (1777–1799 Kurfürst von Bayern, 1742–1799 Kurfürst der Pfalz, 1742–1799 Herzog von Pfalz-Neuburg)

    - Liechtenstein
      - Fürst: Josef Wenzel (1712–1718, 1748–1772) (1732–1745 Regent von Liechtenstein)

    - Mecklenburg
      - Mecklenburg-Schwerin
        - Herzog: Christian Ludwig II. (1728–1756)

      - Mecklenburg-Strelitz
        - Herzog: Adolf Friedrich IV. (1752–1794)

    - Nassau
      - Ottonische Linie
        - Nassau-Diez
          - Fürst: Wilhelm V. (1751–1806) (1751–1796 Statthalter der Niederlande)

      - Walramische Linie
        - Nassau-Saarbrücken
          - Fürst: Wilhelm Heinrich (1735–1768) (bis 1741 unter Vormundschaft)

        - Nassau-Usingen
          - Fürst: Karl (1718–1775) (bis 1733 unter Vormundschaft)

        - Nassau-Weilburg
          - Fürst: Karl Christian (1753–1788)

    - Österreich
      - Erzherzogin: Maria Theresia (1740–1780) (1740–1780 Königin von Böhmen, 1740–1780 Herzogin von Mailand, 1740–1780 Herzogin von Parma, 1740–1780 Königin von Ungarn)

    - Pfalz-Neuburg
      - Herzog: Karl Theodor (1742–1799) (1742–1777 Kurfürst der Pfalz, 1777–1799 Kurfürst von Pfalz-Bayern, 1733–1799 Herzog von Pfalz-Sulzbach, 1742–1794/99 Herzog von Jülich und Berg)

    - Pfalz-Sulzbach
      - Herzog: Karl Theodor (1733–1799) (1742–1777 Kurfürst der Pfalz, 1777–1799 Kurfürst von Pfalz-Bayern, 1742–1799 Herzog von Pfalz-Neuburg, 1742–1794/99 Herzog von Jülich und Berg)

    - Pfalz-Zweibrücken-Birkenfeld
      - Herzog: Christian IV. (1735–1775)

    - Herzogtum Sachsen
      - Sachsen-Coburg-Saalfeld
        - Herzog: Franz Josias (1729–1764)

      - Sachsen-Gotha-Altenburg
        - Herzog: Friedrich III. (1732–1772)

      - Sachsen-Hildburghausen
        - Herzog: Ernst Friedrich III. (1745–1780) (1745–1748 unter Vormundschaft)

      - Sachsen-Meiningen
        - Herzog: Anton Ulrich (1746–1763)

      - Sachsen-Weimar-Eisenach
        - Herzog: Ernst August II. (1748–1758) (1748–1755 unter Vormundschaft)
        - Regent: Friedrich III. von Sachsen-Gotha-Altenburg (1748–1755) (1732–1772 Herzog von Sachsen-Gotha-Altenburg)
        - Regent: Franz Josias von Sachsen-Coburg-Saalfeld (1748–1755) (1729–1764 Herzog von Sachsen-Coburg-Saalfeld)

    - Schwarzburg-Rudolstadt
      - Fürst: Johann Friedrich (1744–1767)

    - Schwarzburg-Sondershausen
      - Fürst: Heinrich (1740–1758)

    - Waldeck
      - Fürst: Karl August Friedrich (1728–1763)

    - Württemberg
      - Herzog: Carl Eugen (1737–1793)

  - sonstige Reichsstände (Auswahl)
    - Lippe
      - Lippe-Biesterfeld
        - Graf: Friedrich Karl August (1736–1781)

      - Lippe-Detmold
        - Graf: Simon August (1734–1782)

      - Lippe-Biesterfeld-Weißenfeld
        - Graf: Ferdinand Ludwig (1736–1781)

    - Ortenburg
      - Graf: Karl III. (1725–1776) (1725–1739 unter Vormundschaft)

    - Reuß
      - Reuß ältere Linie
        - Reuß-Obergreiz
          - Graf: Heinrich XI. (1723–1768) (1768–1778 Graf zu Reuß-Greiz, 1778–1800 Fürst von Reuß ältere Linie)

        - Reuß-Untergreiz
          - Graf: Heinrich III. (1733–1768)

      - Reuß jüngere Linie
        - Reuß-Ebersdorf
          - Graf: Heinrich XXIV. (1747–1779)

        - Reuß-Gera
          - Graf: Heinrich XXX. (1748–1802)

        - Reuß-Lobenstein
          - Graf: Heinrich II. (1739–1782)

        - Reuß-Schleiz
          - Graf: Heinrich XII. (1744–1784)

    - Schaumburg-Lippe
      - Graf: Wilhelm (1748–1777)

- Italienische Staaten
  - Genua
    - Doge: Gian Giacomo Veneroso (1754–1756)

  - Kirchenstaat
    - Papst: Benedikt XIV. (1740–1758)

  - Mailand (1706–1800 zu Österreich)
    - Herzogin: Maria Theresia (1740–1780) (1740–1780 Königin von Böhmen, 1740–1780 Erzherzogin von Österreich, 1740–1780 Herzogin von Parma, 1740–1780 Königin von Ungarn)
      - Gouverneur: Francesco III. d’Este (1754–1771) (1737–1780 Herzog von Modena)

  - Massa und Carrara
    - Herzogin: Maria Teresa Cybo-Malaspina (1731–1790) (bis 1744 unter Vormundschaft)

  - Modena und Reggio
    - Herzog: Francesco III. d’Este (1737–1780) (1754–1771 Gouverneur von Mailand)

  - Neapel (1735–1806 Personalunion mit Sizilien)
    - König: Karl VII. (1735–1759) (1731–1735 Herzog von Parma und Piacenza, 1735–1759 König von Sizilien, 1759–1788 König von Spanien)

  - Parma und Piacenza
    - Herzogin: Maria Theresia (1740–1780) (1740–1780 Königin von Böhmen, 1740–1780 Herzogin von Mailand, 1740–1780 Erzherzogin von Österreich, 1740–1780 Königin von Ungarn)

  - Piombino
    - Fürst: Gaetano Boncompagni-Ludovisi (1745–1777)

  - Sardinien (seit 1720 zu Savoyen)
    - König: Karl Emanuel III. (1730–1773) (1720–1730 und 1732–1773 Herzog von Savoyen)
      - Vizekönig: Giovanni Battista Cacherano (1751–1755)
      - Vizekönig: Vittorio Amedeo Costa (1755–1758)

  - Savoyen
    - Herzog: Karl Emanuel III. (1720–1730, 1732–1773) (1730–1773 König von Sardinien)

  - Sizilien (1735–1806 in Personalunion mit Neapel)
    - König: Karl V. (1735–1759) (1735–1759 König von Neapel, 1731–1735 Herzog von Parma und Piacenza, 1759–1788 König von Spanien)
      - Presidente del Regio: Marcello Papiniani Cusello (1754–1755)
      - Vizekönig: Giovanni Fogliani Sforza d’Aragona (1755–1773)

  - Toskana
    - Großherzog: Franz Stephan (1737–1765) (1745–1765 Kaiser, 1729–1736 Herzog von Lothringen)

  - Venedig
    - Doge: Francesco Loredan (1752–1762)

- Khanat der Krim
  - Khan: Arslan Giray (1748–1756, 1767)

- Kurland
  - Herzog: Ernst Johann von Biron (1737–1758, 1763–1769)

- Malta
  - Großmeister: Manuel Pinto de Fonseca (1741–1773)

- Moldau (unter osmanischer Oberherrschaft)
  - Fürst: Matei Ghica (1753–1756) (1752–1753 Fürst der Walachei)

- Monaco
  - Fürst: Honoré III. (1732–1793)
    - Generalgouverneur: Antoine Grimaldi (1732–1784)

- Niederlande
  - Republik der Sieben Vereinigten Provinzen
    - Erbstatthalter: Wilhelm V. (1751–1795) (1751–1806 Fürst von Nassau-Diez)

  - Österreichische Niederlande (bis 1714/95 formal Bestandteil des Heiligen Römischen Reichs)
    - Statthalter: Karl Alexander von Lothringen (1744–1780) (1761–1780 Hochmeister des Deutschen Ordens)

- Osmanisches Reich
  - Sultan: Osman III. (1754–1757)

- Polen
  - König: August III. (1733–1763) (1733–1763 Kurfürst von Sachsen)

- Portugal
  - König: Joseph I. (1750–1777)

- Preußen
  - König: Friedrich II. (1740–1786) (1740–1786 Kurfürst von Brandenburg)

- Russland
  - Kaiserin: Elisabeth (1741–1762)

- Schweden
  - König: Adolf Friedrich (1751–1771) (1727–1750 Bischof von Lübeck)

- Spanien
  - König: Ferdinand VI. (1746–1759)

- Ungarn
  - Königin: Maria Theresia (1740–1780) (1740–1780 Königin von Böhmen, 1740–1780 Herzogin von Mailand, 1740–1780 Erzherzogin von Österreich, 1740–1780 Herzogin von Parma)

- Walachei (unter osmanischer Oberherrschaft)
  - Fürst: Constantin Racoviță (1753–1756, 1763–1764) (1749–1753, 1756–1757 Fürst der Moldau)